# Liste von Vornamen/K
Diese Unterseite der Liste von Vornamen enthält Vornamen, die mit dem Buchstaben K beginnen.
Männliche Vornamen sind mit dem Symbol ♂ und weibliche Vornamen mit dem Symbol ♀ markiert.

## Ka
Kaan ♂,
Kaare ♂,
Kaarel ♂,
Kaarlo ♂,
Kaça ♀, 
Kadaloh ♂,
Kadem ♂♀,
Kader ♂♀,
Kadir ♂, 
Kadri ♂♀,
Kadriye ♀,
Kaeso ♂,
Kağan ♂,
Kahraman ♂,
Kai ♂♀,
Kainin ♀,
Kaire ♀,
Kais ♂,
Kaj ♂, 
Kaja ♀,
Kajan ♂, 
Kajetan ♂,
Kajsa ♀,
Kaleb ♂, 
Kalevi ♂,
Kalju ♂, 
Kalkan ♂,
Kalle ♂, 
Kálmán ♂,
Kaltona ♀, 
Kaltrina ♀, 
Kamal ♂,
Kamber ♂, 
Kamel ♂, 
Kamil ♂, 
Kamila ♀,
Kamla ♀,
Kamran ♂, 
Kanarina ♀, 
Kandal ♂, 
Kandalina ♀, 
Kanina ♀, 
Kaniye ♀, 
Kanjusha ♀, 
Kannan ♂,
Kanusha ♀, 
Kanzian ♂,
Kanzianilla ♀,
Kanzius ♂,
Kaon ♂, 
Kaona ♀, 
Kaoru ♂♀,
Kaplan ♂,
Kara ♂♀,
Karabulut ♂,
Karaca ♂♀,
Karadeniz ♂,
Karaduman ♂,
Karakaş ♂,
Karakoç ♂,
Kârale ♂,
Karan ♂♀,
Karanos ♂,
Karataş ♂,
Kåre ♂,
Karekin ♂,
Karel ♂,
Karen ♀, 
Kari ♂♀,
Karim ♂,
Karima ♀,
Karin ♀, 
Karina ♀, 
Karine ♀,
Karja ♀,
Karl ♂, 
Karla ♀, 
Karl-Christian ♂,
Karlfried ♂,
Karl-Heinz ♂,
Karline ♀,
Kārlis ♂,
Karlmann ♂, 
Karmel ♀, 
Karol ♂,
Karolina ♀,
Karolis ♂, 
Karolus ♂, 
Karsten ♂,
Kartal ♂,
Kasden ♂, 
Kasimir ♂,
Kaspar ♂, 
Kasparas ♂, 
Kaspars ♂,
Kassandra ♀,
Kassian ♂,
Kaštiliaš ♂,
Kastriot ♂, 
Kastriote ♀, 
Kastulus ♂,
Kastus ♂,
Kastytis ♂, 
Katalin ♀,
Katarina ♀, 
Kate ♀,
Käte ♀,
Kateryna ♀,
Katharina ♀,
Käthe ♀, 
Katherine ♀, 
Kathy ♀,
Katia ♀,
Katica ♀,
Katie ♀,
Katinka ♀,
Katja ♀,
Katriana ♀,
Katrin ♀,
Katrina ♀, 
Katrinka ♀,
Katsuhiro ♂,
Kauko ♂,
Kavin ♂,
Kay ♂♀,
Kaya ♂♀,
Kayacan ♂,
Kayahan ♂, 
Kayhan ♂,
Kayla ♀,
Kaylyn ♀, 
Kaynak ♂,
Kazi ♀, 
Kâzım ♂,
Kazimiera ♀, 
Kazimieras ♂, 
Kazimira ♀, 
Kazue ♀,
Kazuhiro ♂, 
Kazuki ♂,
Kazuko ♀, 
Kazuo ♂, 
Kazys ♂, 

## Ke
Kea ♀,
Keanu ♂,
Keenan ♂,
Kees ♂,
Keiko ♀,
Keir ♂,
Keita ♂,
Keith ♂,
Kejal ♀, 
Kelebek ♀, 
Kelemen ♂,
Keler ♂, 
Kelera ♀, 
Keleş ♂,
Kelly ♂♀, 
Kelmend ♂, 
Kelmenda ♀, 
Kelmendar ♂, 
Kelmendina ♀, 
Kelsey ♂, 
Kelvin ♂, 
Kemal ♂,
Kemalettin ♂,
Ken ♂,
Kenan ♂, 
Këndell ♂, 
Këndella ♀, 
Kendra ♀,
Këngushe ♀, 
Kenichi ♂, 
Kenji ♂, 
Kenneth ♂,
Kenny ♂,
Keno ♂,
Kent ♂,
Kenton ♂, 
Kenzo ♂,
Kerem ♂, 
Keren-Happuch ♀,
Kerim ♂,
Kerime ♀,
Kerr ♂, 
Kerri ♂♀,
Kerry ♂♀,
Kersten ♂♀,
Kerstin ♀,
Keskin ♂,
Kęstas ♂, 
Kester ♂, 
Kęstutis ♂, 
Ketil ♂,
Ketty ♀,
Kevan ♂,
Kevin ♂,
Kevser ♀, 
Keyhan ♂,
Kezban ♀, 
Kezia ♀,

## Kh
Khadija ♀,
Khubilai ♂,

## Ki
Kian ♂,
Kieran ♂,
Kiernan ♂,
Kieron ♂,
Kiko ♀,
Kikuko ♀,
Kilian ♂,
Kılıç ♂,
Kilydd ♂,
Kim ♂♀,
Kimber ♀, 
Kimberly ♂♀,
Kimi ♂♀,
Kimiko ♀, 
Kinga ♀,
Kingsley ♂,
Kintarō ♂, 
Kip ♂,
Kira ♀,
Kıraç ♂,
Kiran ♀♂,
Kiraz ♀, 
Kiri ♀, 
Kiril ♂,
Kirk ♂,
Kirkor ♂,
Kiro ♂,
Kirsi ♀,
Kirsten ♂♀,
Kirstin ♀,
Kirsty ♀, 
Kısmet ♂♀, 
Kito ♂,
Kitty ♀,
Kıvanç ♂♀,
Kıymet ♀, 

## Kj
Kjeld ♂,
Kjell ♂,
Kjetil ♂,
Kjaran ♂,

## Kl
Klaas ♂,
Klambet ♂, 
Klambeta ♀, 
Klara ♀,
Klas ♂,
Klaudia ♀, 
Klaudijus ♂, 
Klaus ♂,
Klemas ♂, 
Klemen ♂,
Klemens ♂,
Klemensas ♂, 
Kleombrotos ♂,
Kleomenes ♂,
Kleopatra ♀,
Klest ♂, 
Klesta ♀, 
Klestor ♂, 
Klestore ♀, 
Klevat ♂, 
Klevata ♀, 
Klevis ♂, 

## Kn
Knox ♂,
Knud ♂,
Knut ♂,

## Ko
Koç ♂,
Kocabey ♂,
Koçak ♂,
Koçer ♂,
Kodran ♂, 
Kodrane ♀, 
Koen ♂,
Koenraad ♂,
Kofi ♂,
Kojela ♀, 
Köken ♂, 
Kōki ♂, 
Köksal ♂♀,
Kolat ♂,
Koldet ♂, 
Kolent ♂, 
Kolenta ♀, 
Koliza ♀, 
Kolja ♂, 
Koloman ♂,
Komir ♂, 
Komira ♀, 
Komnen ♂, 
Komnena ♀, 
Konrad ♂,
Konstantas ♂, 
Konstantin ♂,
Konstantinas ♂, 
Konstantine ♂, 
Konstantinos ♂,
Konuk ♂,
Koos ♂,
Korab ♂, 
Korabe ♀, 
Koray ♂, 
Korbinian ♂,
Kordian ♂,
Korhan ♂, 
Korkmaz ♂,
Korla ♂,
Kornel ♂,
Kornelijus ♂, 
Koronos ♂,
Köse ♂,
Kosma ♀,
Kosmas ♂,
Kosova ♀, 
Kosta ♂,
Kostas ♂,
Kotryna ♀, 

## Kr
Krabat ♂,
Krahbardh ♂, 
Krahbardha ♀, 
Krahjeta ♀, 
Krahtare ♀, 
Krela ♀, 
Krenar ♂, 
Krenare ♀, 
Krenarija ♀, 
Krenim ♂, 
Krenime ♀, 
Krenore ♀, 
Kreshnik ♂, 
Kreshnikan ♂, 
Kreshnike ♀, 
Kreshnikia ♀, 
Kreshnikor ♂, 
Kreshnikore ♀, 
Kreszentia ♀,
Kreuzwendedich ♂,
Kriemhild ♀,
Kris ♂♀,
Krista ♀, 
Kristalina ♀,
Kristel ♀,
Kristen ♂♀,
Krister ♂,
Kristi ♀, 
Kristian ♂,
Kristiana ♀, 
Kristin ♀, 
Kristina ♀, 
Kristján ♂,
Kristoffer ♂,
Kristupas ♂, 
Krojan ♂, 
Krojana ♀, 
Krojza ♀, 
Kron ♂, 
Krrelar ♂, 
Krrelare ♀, 
Krunoslav ♂,
Kryearta ♀, 
Kryemir ♂, 
Kryštof ♂,
Krystyna ♀,
Krzysztof ♂,

## Ks–Kt
Ksawery ♂, 
Ksenija ♀,
Kthjellim ♂, 
Kthjellime ♀, 
Kthjellor ♂, 
Kthjellore ♀, 

## Ku
Kubat ♂,
Kubilay ♂,
Kubra ♀,
Kübra ♀,
Kudret ♀, 
Kujtesa ♂, 
Kujtim ♂, 
Kujtime ♀, 
Kumar ♂,
Kumbullore ♀, 
Kumiko ♀, 
Kumri ♀, 
Kumru ♀, 
Kunibald ♂,
Kunibert ♂,
Kunigunde ♀, 
Kunio ♂,
Kuno ♂, 
Kuqëlina ♀, 
Kuqëlore ♀, 
Kurban ♂, 
Kürşad ♂,
Kürşat ♂,
Kurt ♂,
Kurtcebe ♂,
Kurtesh ♂, 
Kurtuluş ♂♀,
Kushtim ♂, 
Kushtime ♀, 
Kushtrim ♂, 
Kushtrime ♀, 
Kusma ♂,
Kustaa ♂,
Kusti ♂,
Kuvendor ♂, 
Kuvendore ♀, 

## Kv–Kw
Květa ♀, 
Kwadwo ♂,
Kwame ♂,
Kweku ♂,
Kwesi ♂, 

## Ky
Kyanippos ♂,
Kyeart ♂, 
Kyle ♂♀,
Kyler ♂, 
Kylie ♀,
Kyösti ♂,
Kyra ♀,
Kyriaki ♀,
Kyril ♂, 
Kyrill ♂,
Kyros ♂,